# 시마즈 다다히사 (헤이안 시대)
시마즈 다다히사(일본어: 島津 忠久, 생년 미상 ~ 가로쿠 3년 음력 6월 18일 (1227년 8월 1일))는 헤이안 시대 말기부터 가마쿠라 시대 전기에 걸친 무장. 가마쿠라 막부 고케닌. 시마즈씨의 시조. 본래 이름은 고레무네노 다다히사(惟宗 忠久). 출신·청년에 대하여 여러설이 있다.
| 전임 (고레무네노 히로코토) (고레무네노 다다야스) | 제1대 시마즈씨 종가 당주 ? ~ 1227년 | 후임 시마즈 다다토키 |